# Łabuciszki (sielsowiet Plusy)
Łabuciszki – dawna kolonia. Tereny, na których była położona, leżą obecnie na Białorusi, w obwodzie witebskim, w rejonie brasławskim, w sielsowiecie Plusy.

## Historia
W czasach zaborów miejscowość leżała w granicach Imperium Rosyjskiego.
W latach 1921–1945 kolonia leżała w Polsce, w województwie nowogródzkim (od 1926 w województwie wileńskim), w powiecie brasławskim, w gminie Plusy.
Według Powszechnego Spisu Ludności z 1921 roku zamieszkiwało tu 38 osób, 5 było wyznania rzymskokatolickiego a 33 staroobrzędowego. Jednocześnie 5 mieszkańców zadeklarowało polską przynależność narodową, 31 białoruską a 2 inną. Było tu 7 budynków mieszkalnych. W 1931 w 9 domach zamieszkiwało 41 osób.
Wierni należeli do parafii rzymskokatolickiej w Plusach i prawosławnej w Brasławiu. Miejscowość podlegała pod Sąd Grodzki w Brasławiu i Okręgowy w Wilnie; właściwy urząd pocztowy mieścił się w Plusach.